# 平野実月
平野 実月（ひらの みつき、1998年4月27日 - ）は、日本の女子バスケットボール選手である。ポジションはガード。三重県出身。WKBLの仁川新韓銀行S-バーズ所属。

## 来歴
桜花学園高校から愛知学泉大学に進み、4年次には主将を務めた。
2021年1月、トヨタ自動車にアーリーエントリーとして加入。
同年開催予定だったワールドユニバーシティゲームズ日本代表候補に選ばれている。
2024年、韓国・WKBLのアジアクォータードラフト全体4位でサムソン生命ブルーミンクスに指名される。
2025年、WKBLアジアクォータードラフトにて仁川新韓銀行S-バーズに全体11位で指名される。

## 経歴
- 桜花学園高 - 愛知学泉大 -トヨタ自動車（2021年〜2024年） - サムソン生命